# 1862

## Esdeveniments
Països Catalans

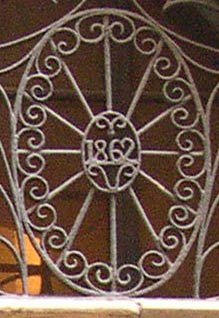
Reixa de la capella de Sant Cristòfor, Barcelona

- 26 de gener, Girona: Arriba el primer tren a Girona. Un cop inaugurada oficialment la línia, al mes de març, continuaria cap a Figueres i Portbou.[1]

Resta del món
- 19 d'abril, Fortín, Mèxic: La batalla de Fortín enfronta l'exèrcit mexicà i tropes al servei del Segon Imperi Francès
- 5 de maig, Puebla de Zaragoza, Mèxic: El general Zaragoza, enfront de l'exèrcit liberal mexicà, derrota en la batalla de Puebla, les tropes intervencionistes franceses que feien costat als conservadors.[2]
- 11 d'agost, París ː L'actriu Sarah Bernhardt debuta a la Comédie-Française, amb l'obra Iphigénie, de Jean Racine.[3]
- Es funda la ciutat de Bannack que esdevindrà la capital de Montana.

## Naixements
Països Catalans
- 29 de gener, Bradford, Yorkshire, Anglaterra: Frederick Delius, compositor anglès (m. 1934).[4]
- 2 de febrer, Manacor: Antoni Maria Alcover, lingüista i eclesiàstic mallorquí (m. 1932).
- 16 de febrer, Barcelona: Miquel Utrillo i Morlius, enginyer, pintor, decorador, crític i promotor artístic.
- 19 de febrer, Barcelona: Emília Coranty Llurià, pintora i professora de dibuix (m. 1944).[5]

- 30 de març, València: Joana Maria Condesa, beata valenciana (m. 1916).
- 16 d'abril, Tortosa, Baix Ebre: Víctor Beltri i Roqueta, arquitecte català (m. 1935).
- 20 de maig - Barcelona: Lluïsa Denís i Reverter, autora teatral, compositora i pintora catalana (m. 1946).[6]
- 4 de juny, Sabadell, Vallès Occidental: Teresa Claramunt i Creus, dirigent anarcosindicalista catalana.[7]
- 27 de juny, València: Manuela Solís i Claràs, metgessa, ginecòloga valenciana, primera llicenciada en medicina a la UV (m. 1910).[8]
- 28 de juliol, Sant Quirze Safaja: Lluís Rodés i Pou, escolapi català.
- 8 de setembre, València: Mariano Benlliure, escultor valencià (m. 1947).
- 13 de setembre, Barcelona: Concepció Bordalba, soprano catalana (m. 1910).[9]
- 18 de novembre, València: Francesc Martí Grajales, periodista, assagista i erudit valencià (m. 1920).
- 25 de novembre, València: Magdalena García Bravo, escriptora valenciana (m. 1891).[10]

Resta del món
- 13 de gener, Rotterdam, Països Baixos: Elisabeth Caland, pianista i pedagoga holandesa.
- 15 de gener, Illinois (els EUA): Loïe Fuller, ballarina nord-americana (m. 1928).[11]
- 23 de gener, Königsberg, Prússia Oriental: David Hilbert, matemàtic (m. 1943).
- 14 de febrer, Venècia: Agnes Pockels, investigadora de química orgànica (m. 1935).[12]
- 19 de febrer, Viena: Rosalie de Fitz-James: aristòcrata i salonnière francesa (m. 1923).[13]
- 26 de febrer, Estocolmː Fanny Brate, pintora sueca (m. 1940).[14]
- 24 de març, Chicago, Illinois: Alice Constance Austin, arquitecta i dissenyadora autodidacta nord-americana (m. 1955).[15]
- 28 de març: Aristide Briand, polític francès, Premi Nobel de la Pau (m. 1932).[16]
- 2 d'abril: Nicholas Murray Butler, president de la Universitat de Colúmbia, Premi Nobel de la Pau (m. 1947).[17]
- 13 de maig: Camillo Pace, pastor protestant
- 15 de maig, Viena, Àustria: Arthur Schnitzler, dramaturg i novel·lista austríac en llengua alemanya, metge neuròleg de professió (m. 1931).[18]
- 16 de maig, Hamburg: Hans Mohwinkel, baríton alemany.
- 17 de maig, París: René Brancour, compositor i escriptor francès.
- 5 de juny: Allvar Gullstrand, oftalmòleg suec, Premi Nobel de Medicina (m. 1930).[19]
- 7 de juny: Philipp Lenard, físic alemany, Premi Nobel de Física (m. 1947).[20]
- 2 de juliol, Wigton, Cumberland, Regne Unit: William Henry Bragg, físic britànic, Premi Nobel de Física (m. 1942).
- 9 de juliol, Prússia: Carl Thiel, organista i compositor.
- 10 de juliol, Hèlsinki, Finlàndia: Helene Schjerfbeck, pintora finlandesa, l'artista més important de Finlàndia (m. 1946).[21]
- 11 de juliol, Londres: Liza Lehman, cantant i compositora d'òpera anglesa, coneguda per les seves composicions vocals (m. 1918).[22]
- 14 de juliol,
  - Viena, Imperi Austríac: Gustav Klimt, pintor simbolista i expressionista austríac (m. 1918).[23]
  - Williamstown, Massachusettsː Florence Bascom, geòloga cèlebre per les seves aportacions a la petrografia (m. 1945).[24]
- 16 de juliol, Holly Springs: Ida B. Wells, periodista i sufragista estatunidenca, líder del moviment afroamericà pels drets civils.[25]
- 5 d'agost, Leicester, (Regne Unit): Joseph Merrick, conegut com L'Home Elefant (m. 1890).[26]
- 21 d'agost, Verona, Regne d'Itàlia: Emilio Salgari, escriptor i periodista italià (m. 1911).
- 22 d'agost, Saint-Germain-en-Laye, França: Claude Debussy, compositor francès (m. 1918).[27]
- 29 d'agost:
  - Gant, Bèlgica: Maurice Maeterlinck, dramaturg i poeta belga, Premi Nobel de Literatura de l'any 1911 (m. 1949).[28]
  - Crosshouse, Ayrshire, Escòcia: Andrew Fisher, polític australià i cinquè primer ministre en la història d'aquest país, en tres ocasions diferents (m. 1928).[29]
- 11 de setembre, Greensboro, Carolina del Nord, (EUA): O. Henry pseudònim literari de l'escriptor estatunidenc William Sydney Porter (m. 1910).[30]
- 9 d'octubre, Istanbul, Imperi Otomà: Fatma Aliye, primera novel·lista turca i pionera del feminisme del seu país (m. 1936).[31]
- 13 d'octubre, Londresː Mary Kingsley, escriptora i exploradora anglesa molt compromesa amb Àfrica (m. 1900).[32]
- 19 d'octubre, Besançon, França: Auguste Lumière, químic, metge, industrial i inventor que col·laborà, amb el seu germà Louis Lumière, en la invenció del cinematògraf (m. 1954).[33]
- 26 d'octubre, Estocolm: Hilma af Klint, pintora sueca, primera artista a pintar art abstracte (m. 1944).[34]
- 15 de novembre, Obersalzbrunn, Polònia: Gerhart Hauptmann, escriptor alemany, Premi Nobel de Literatura de l'any 1912 (m. 1946).
- 26 de novembre, Pest: Aurel Stein, arqueòleg i sinòleg britànic d'origen austrohongarès.
- 28 de desembre, Londres: Christina Broom, fotògrafa escocesa, "la primera fotògrafa de premsa del Regne Unit" (m. 1939).[35]

## Necrològiques
Països Catalans
- 27 de setembre, Barcelona: Bonaventura Carles Aribau, escriptor català.

Resta del món
- 18 de gener - Richmond, Virgínia (EUA): John Tyler, advocat, 10è President dels Estats Units d'Amèrica. (n. 1790).

- 21 de gener - Praga: Božena Němcová, una de les més importants novel·listes txeques del realisme txec (n. 1820).[36]
- 7 de febrer - Madrid: Francisco Martínez de la Rosa, poeta, polític i dramaturg espanyol i president del consell de Ministres d'Espanya.
- 24 de juliol - Kinderhook, Nova York (EUA): Martin van Buren, advocat, 8è president dels Estats Units (n. 1782).[37]